# Модестов, Василий Иванович
Васи́лий Ива́нович Моде́стов (1839—1907) — русский историк, филолог, публицист и переводчик.

## Биография
Родился 24 января (5 февраля) 1839 года в селе Кемцы, Валдайского уезда, Новгородской губернии в семье приходского священника. В 1848 году поступил в Старорусское духовное училище, из которого в 1853 году перешёл в Новгородскую духовную семинарию. С 1856 года учился в Главном педагогическом институте, в связи с закрытием которого перешёл в Санкт-Петербургский университет — на историко-филологический факультет, который окончил в 1860 году, в звании старшего учителя гимназии и с награждением серебряною медалью.
После окончания университета поступил на службу в Олонецкую губернскую гимназию, где преподавал около года. Выдержав экзамен на магистра римской словесности был отправлен в 1862 году университетом в научную командировку. В 1862—1864 годах готовился к профессуре в Боннском университете (у Ричля и Отто Яна) и занимался в Риме изучением памятников древности. В феврале 1865 года получил в Петербургском университете степень магистра римской словесности за диссертацию «Тацит и его сочинения».
С мая 1865 года по декабрь 1867 года — доцент римской словесности в Новороссийском университете; с 1868 года — в Казанском университете, где 29 ноября 1868 года защитил диссертацию на степень доктора «Римская письменность в период царей». С 5 декабря 1868 года — экстраординарный профессор Казанского университета.
В апреле 1869 года получил звание ординарного профессора и тут же, по семейным обстоятельствам переехал в Киев. Читал лекции в университете Св. Владимира и в Киевской духовной академии. В 1878—1879 годах — ординарный профессор латинского языка в Петербургской духовной академии; в октябре 1878 года Советом Санкт-Петербургского университета допущен к приват-доцентуре, но в 1879 году был отстранён от преподавательской службы и был вынужден заниматься исключительно журналистикой — до кончины Д. А. Толстого.
В 1889 году министром народного просвещения графом И. Д. Деляновым был допущен к академической деятельности с правом преподавать в должности профессора на кафедре римской словесности Новороссийского университета. В 1893 году покинул университет и занялся публицистикой, живя, в основном в Риме, где и умер 13 (26) февраля 1907 года. Похоронен на Римском некатолическом кладбище.

## Научная деятельность
Ещё будучи студентом института, напечатал в 1858 году в «Библиотеке для чтения» две статьи о провансальской поэзии. Научные работы В. И. Модестова, в значительной степени основанные на археологических данных Древней Италии, имели большое значение при исследовании материальной культуры народов, населявших Апеннинский полуостров начиная с палеолита; особое внимание учёного также занимали история этрусков и мессапов, проблемы возникновения латинской письменности (в частности, учёный доказал, что она имеет ещё доримское происхождение), история Римского государства и культуры.
В. И. Модестов обладал незаурядным публицистическим дарованием, много и охотно сотрудничал с журналами «Исторический вестник», «Голос», «Новь», «Филологическое обозрение», и др., написав для них ряд статей по вопросам литературы, политики и философии; был также автором статей по римской истории и культуре в Энциклопедическом словаре Брокгауза и Ефрона. Учёный написал также несколько книг и статей по современной ему политике и общественной жизни некоторых стран Западной Европы (Италии, Германии, Франции). Переводил также на русский язык сочинения Тацита, Горация, Спинозы. Под его редакцией издавался русский перевод «Реального словаря классических древностей». Им было написано несколько статей для Энциклопедического словаря Брокгауза и Ефрона.

## Рекомендуемая литература
- Воспоминания, письма / профессор В. И. Модестов; [сост.: А. Е. Иванов, В. С. Шандра]. — М.: Принципиум, 2014